# Joseba Zulaika
Joseba Zulaika Irureta (Itziar, Deva, 24 de marzo de 1948) es un antropólogo  español y escritor en euskera.
Reside en Reno (Nevada), Estados Unidos, donde dirige el Center for Basque Studies (Centro de Estudios Vascos). Ha escrito ensayos, entre otros temas, sobre el versolarismo, la caza y especialmente sobre la evolución de ETA desde el punto de vista antropológico Etaren hautsa [El polvo de ETA].

## Obra

### Novela
- Zu zara... (1982, Hordago)

### Ensayo
- Bertsolariaren jokoa eta jolasa (1985, Baroja)
- Ehiztariaren erotika (1990, Erein)
- Bertsolaritzaz bi saio (2003, Bertsolari)
- ETAren hautsa (2006, Alberdania)

### Poesía
- Adanen poema amaigabea (1975, Haranburu)